# Stenelmis boschai
Stenelmis boschai là một loài bọ cánh cứng trong họ Elmidae. Loài này được Grouvelle miêu tả khoa học năm 1892.